# Пик Гюйгенса (Луна)
Пик Гюйгенса — высочайшая вершина на Луне. Его наивысшая точка расположена около 5,5 км над уровнем Моря Дождей, на краю которого он расположен. Он входит в горную систему лунных Апеннин. Хотя это самая высокая гора на Луне из имеющих официальное наименование, её вершина не является самой удалённой от центра Луны точкой лунной поверхности (таковая — Лунный пик — находится на внешней части кратера Энгельгардт). Как часть остальной горной системы Апеннин, он образовался ударным способом, а не благодаря тектонике или вулканизму, как большинство гор Земли.
В 1961 году он был назван в честь голландского астронома, математика и физика Христиана Гюйгенса.

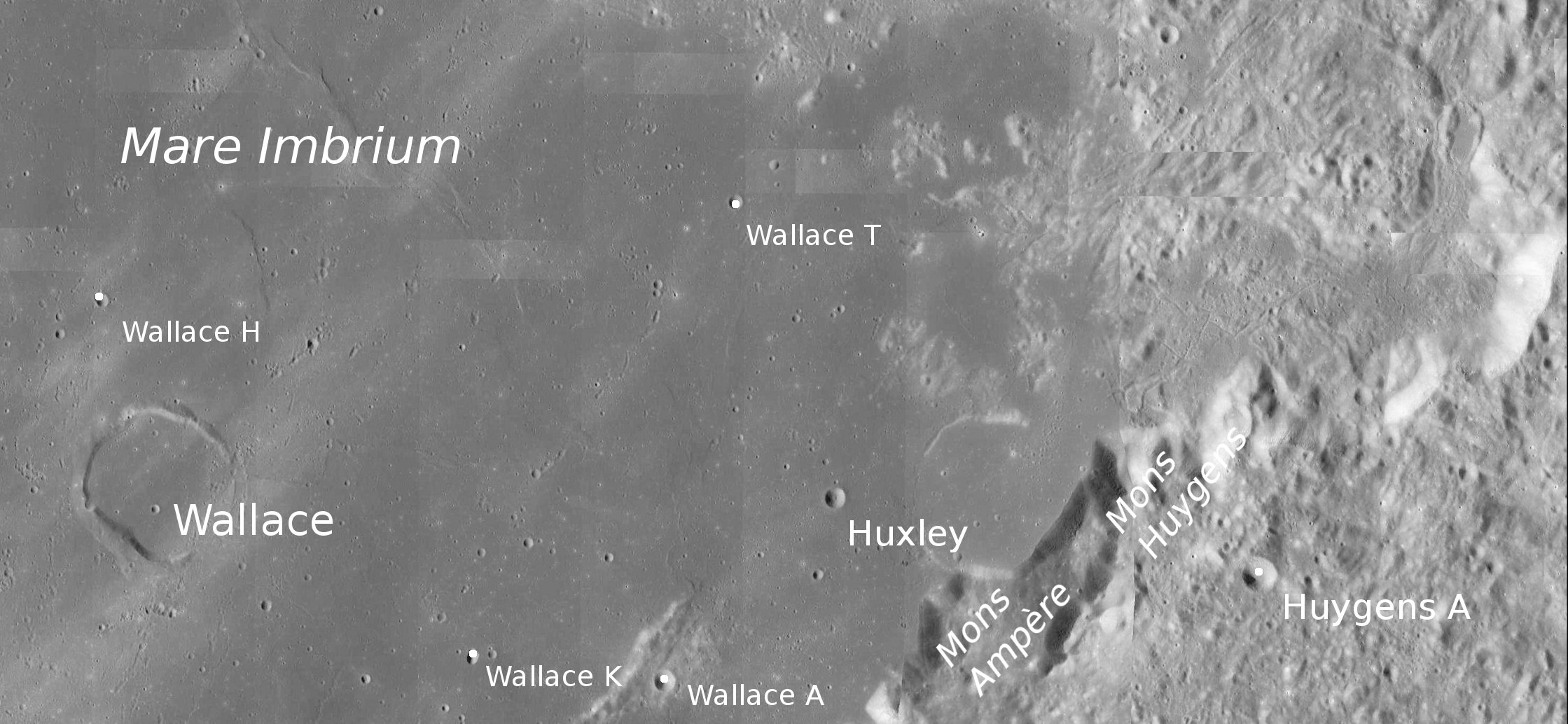
Mons Huygens